# Тессера (Венера)

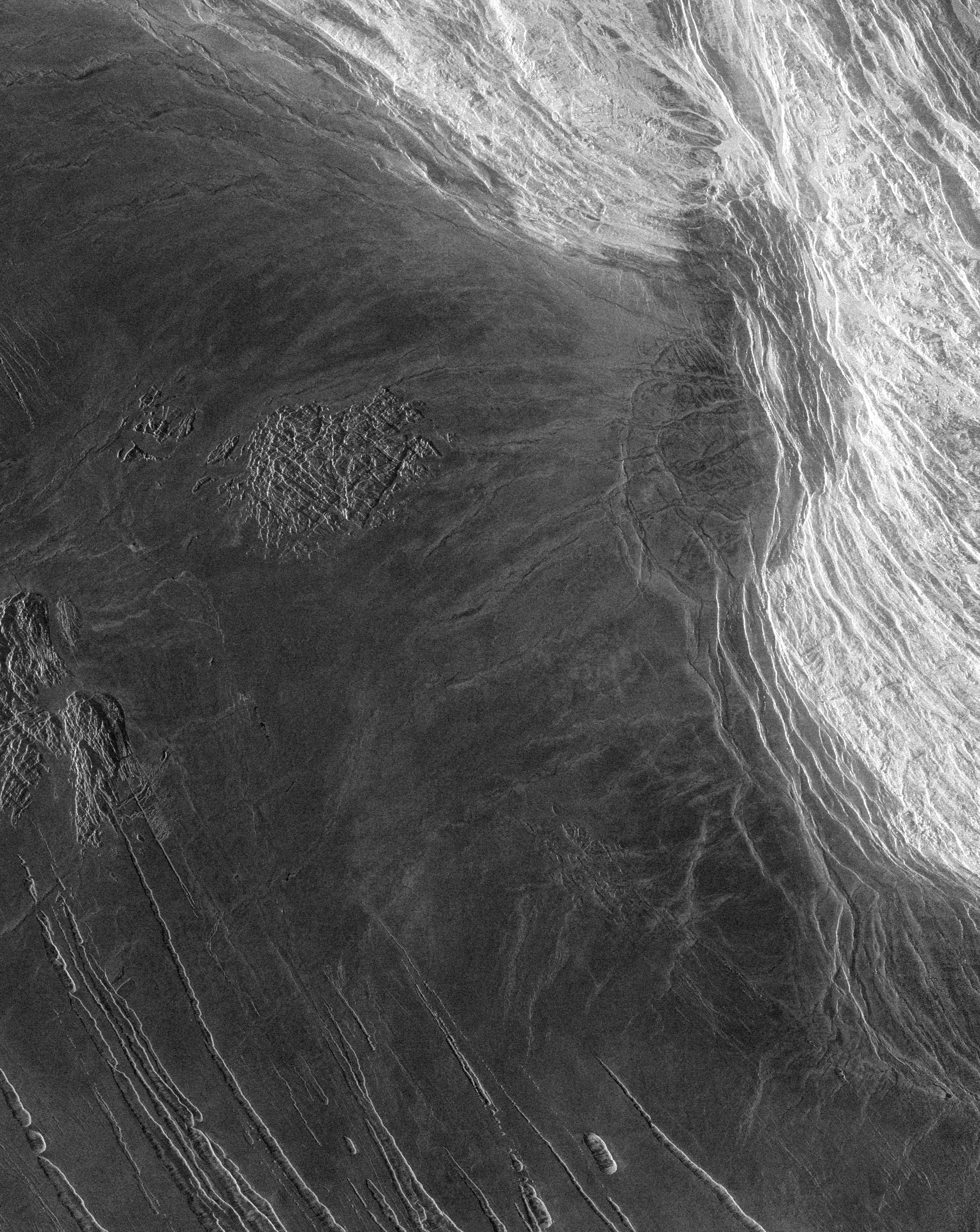
Тессера на Максвелл Монтес видно білим у правій частині зображення. Східний край плануму Лакшмі видно сірим ліворуч.

Тессера (у множині тессери) — це область сильно деформованого рельєфу на Венері, що характеризується двома або більше пересічними тектонічними елементами, високим рельєфом і подальшим високим радіолокаційним зворотним розсіюванням.  Тессери часто являють собою найдавніший матеріал у будь-якому місці та є одними з найбільш тектонічно деформованих місцевостей на поверхні Венери. Існують різні типи мозаїчного рельєфу. Наразі неясно, чи це пов’язано з різноманіттям взаємодії мантії Венери з регіональними коровими чи літосферними напругами, чи ці різноманітні рельєфи представляють різні місця на часовій шкалі формування та падіння корового плато. Існує кілька моделей утворення мозаїки, і для повного розуміння цього складного рельєфу необхідні подальші широкі дослідження поверхні Венери.

Інтерпретаційний контур рельєфу тессери (білий контур), накладений на «ГІС-карту Венери» (Джерело ГІС-карти Венери: Науковий центр астрогеології USGS)